# Ubaldo Alberto Mellini Ponce de León
Ubaldo Alberto Mellini Ponce de León (Rio Marina, 1896 – Roma, 1969) è stato un diplomatico e politico italiano.

## Biografia
Nato nell'isola d'Elba da una famiglia di lontana origine spagnola che ebbe tra i suoi membri un governatore dello Stato dei Presidi, figlio del politico Giacomo e nipote dello storico Vincenzo, si laureò in giurisprudenza all'Università di Roma nel 1920, cominciò la carriera diplomatica nel 1927 entrando nel Ministero degli Esteri.
Dal 1928 al 1932 ebbe la carica di vice console a Los Angeles.
Il Mellini fu inizialmente in contrasto professionale con l'altro sottosegretario agli esteri di Salò, il diplomatico Serafino Mazzolini, per i suoi rapporti con gli arabi, aderì alla Repubblica Sociale Italiana e divenne sottosegretario agli Affari Esteri con la morte di Mazzolini il 23 febbraio 1945, così diventando l'unico tramite tra Mussolini, il Ministero degli Esteri saloino e l'ambasciata tedesca, mantenendo la carica per circa un mese, fino a quando fu sostituito da Filippo Anfuso.
Poco prima della caduta della Repubblica Sociale Italiana tentò un accordo tra Mussolini e i partigiani.
Nel dopoguerra aderì al Movimento Sociale Italiano e un anno prima di morire, nel 1968, aderì alla consulta d'onore della neocostituita associazione Comitato Tricolore per gli Italiani nel Mondo (C.T.I.M.).